# Reggenza delle Isole Yapen
La reggenza delle Isole Yapen (in indonesiano: Kabupaten Kepulauan Yapen) è una reggenza dell'Indonesia, situata nella provincia di Papua.